# Riihisaari, Parkano
Riihisaari är en ö i Finland. Den ligger i sjön Aurejärvi och i kommunen Parkano i den ekonomiska regionen  Nordvästra Birkalands ekonomiska region  och landskapet Birkaland, i den sydvästra delen av landet, 220 km norr om huvudstaden Helsingfors. Öns area är 8,1 hektar och dess största längd är 450 meter i sydöst-nordvästlig riktning.